# Criterium de Apertura
Le Criterium de Apertura (Critérium d'Ouverture) est une course cycliste argentine qui se déroule à Mercedes, dans la province de Buenos Aires. Créée en 1917, il s'agit de la plus ancienne compétition cycliste encore disputée dans le pays. Elle est organisée depuis sa création par le Club Ciclista Nacional, anciennement dénommé Club Ciclista Nación. 
Comme son nom l'indique, elle inaugure habituellement le calendrier national sur route dans le pays,, qui commence au mois d'octobre ou novembre. 

## Palmarès
| Année     | Vainqueur                | Deuxième              | Troisième            |
| --------- | ------------------------ | --------------------- | -------------------- |
| 1917      | Alberto Montivier        |                       |                      |
| 1918      | Antonio Noriego          |                       |                      |
| 1919      | Eugenio Gret (en)        |                       |                      |
| 1920      | Eugenio Gret (en)        |                       |                      |
| 1921      | José Zampicchiatti (de)  |                       |                      |
| 1922      | non disputé              | non disputé           | non disputé          |
| 1923      | Eugenio Gret (en)        |                       |                      |
| 1924      | Antonio Malvassi (en)    |                       |                      |
| 1925      | Luis de Meyer (en)       |                       |                      |
| 1926      | Antonio Malvassi (en)    | Oreste Isolio         | Astori               |
| 1927      | Antonio Del Gesso        |                       |                      |
| 1928      | Francisco Rodríguez (en) |                       |                      |
| 1929      | Francisco Rodríguez (en) |                       |                      |
| 1930      | Pedro Iraizos            |                       |                      |
| 1931      | Alcides Polese           |                       |                      |
| 1932      | Oscar García             |                       |                      |
| 1933      | Oscar García             |                       |                      |
| 1934      | Ricardo Caraballo        |                       |                      |
| 1935      | Alfredo Ciccarella       |                       |                      |
| 1936      | Alfredo Ciccarella       |                       |                      |
| 1937      | Óscar Rodríguez          |                       |                      |
| 1938      | Gaspar Delavedova        |                       |                      |
| 1939      | Mario Stefani            |                       |                      |
| 1940      | Carlos Ciccarella        |                       |                      |
| 1941      | Emilio Álvarez           |                       |                      |
| 1942      | Enrique Molina (en)      |                       |                      |
| 1943      | Juan Limba               |                       |                      |
| 1944      | Roberto Guerrero (en)    |                       |                      |
| 1945      | Ángel Castellani         | Emilio Moreno         | Roberto Galluzzi     |
| 1946      | Ángel Castellani         |                       |                      |
| 1947      | Bernardo Vabrin          |                       |                      |
| 1948      | Alberto García           | Miguel Sevillano (de) | Óscar Muleiro        |
| 1949      | Óscar Muleiro            | Juan Koval            | Ceferino Peroné (de) |
| 1950      | Dante Benvenuti (de)     | Víctor González       | Ignacio Fernández    |
| 1951      | Óscar Muleiro            |                       |                      |
| 1952      | Carlos Vázquez (en)      | Luis Rosatto          | Juan Koval           |
| 1953      | Óscar Muleiro            |                       |                      |
| 1954      | Juan Koval               |                       |                      |
| 1955      | Rodolfo Caccavo (en)     |                       |                      |
| 1956      | Pedro Salas (en)         |                       |                      |
| 1957      | Juan Gentile             |                       |                      |
| 1958      | Rubén Rubinetti          |                       |                      |
| 1959      | Bruno Sivilotti          |                       |                      |
| 1960      | non disputé              | non disputé           | non disputé          |
| 1961      | Carlos Ayzaguer          |                       |                      |
| 1962      | Alberto Trillo (en)      |                       |                      |
| 1963      | Alberto Trillo (en)      |                       |                      |
| 1964      | Juan Brotto (es)         |                       |                      |
| 1965      | Héctor Gómez             |                       |                      |
| 1966      | Juan Brotto (es)         |                       |                      |
| 1967      | Carlos Roqueiro (en)     |                       |                      |
| 1968      | Raúl Gómez (en)          |                       |                      |
| 1969      | Juan Carlos Tschieder    |                       |                      |
| 1970      | Carlos Álvarez (en)      |                       |                      |
| 1971      | Juan Carlos Haedo (en)   |                       |                      |
| 1972      | non disputé              | non disputé           | non disputé          |
| 1973      | Juan Carlos Haedo (en)   |                       |                      |
| 1974      | Alberto Marsiglia        |                       |                      |
| 1975      | non disputé              | non disputé           | non disputé          |
| 1976      | Eduardo Trillini         |                       |                      |
| 1977      | Juan Carlos Haedo (en)   |                       |                      |
| 1978      | non disputé              | non disputé           | non disputé          |
| 1979      | Juan Carlos Haedo (en)   |                       |                      |
| 1980      | Miguel Macchi            |                       |                      |
| 1981      | Juan Carlos Haedo (en)   |                       |                      |
| 1982      | Pedro Caíno (es)         |                       |                      |
| 1983      | Adolfo Salmone           |                       |                      |
| 1984      | Óscar Richieri           |                       |                      |
| 1985      | Luis Biera (en)          |                       |                      |
| 1986      | Eduardo Trillini         |                       |                      |
| 1987      | Luis Biera (en)          |                       |                      |
| 1988      | Omar Córdoba             |                       |                      |
| 1989      | Claudio Iannone (en)     |                       |                      |
| 1990      | Luis Sangrivoli          |                       |                      |
| 1991      | Carlos Pérez (en)        |                       |                      |
| 1992      | Gustavo Faris (en)       |                       |                      |
| 1993      | Alejandro Beldoratti     |                       |                      |
| 1994      | Flavio Guidoni           |                       |                      |
| 1995      | Luis Ministro Moyano     |                       |                      |
| 1996      | Alfredo Palavecino       |                       |                      |
| 1997      | Flavio Guidoni           | Miguel Clavero        | Gastón Corsaro       |
| 1998      | Ángel Darío Colla        |                       |                      |
| 1999      | Rubén Bongiorno          |                       |                      |
| 2000      | Ángel Darío Colla        |                       |                      |
| 2001      | Edgardo Simón            | Ángel Darío Colla     | Ezequiel Romero      |
| 2002      | Nicolás Fernández        |                       |                      |
| 2003      | Gastón Corsaro           | Ángel Darío Colla     | Eddie Cisneros       |
| 2004      | Fernando Antogna         | Edgardo Simón         | Sebastián Cancio     |
| 2005      | Gabriel Brizuela         |                       |                      |
| 2006      | Adrián Gariboldi         | Sebastián Donadio     | Alejandro Borrajo    |
| 2007      | Claudio Flores           | Juan Esteban Curuchet | Juan Agüero          |
| 2008      | Daniel Díaz              | Martin Ercila         | Mauricio Frazer      |
| 2009      | Laureano Rosas           | Raúl Turano           | Jorge Adrián Sosa    |
| 2010      | Rogelio Anías            | Elías Pereyra         | Laureano Rosas       |
| 2011      | Elías Pereyra            | Diego Simeane         | Adrián Gariboldi     |
| 2012      | Walter Pérez             | Lucas Gaday           | Sebastián Tolosa     |
| 2013      | Germán Broggi            | Roberto Richeze       | Juan Melivilo        |
| 2014      | Federico Vivas           | Julián Gaday          | Mauro Richeze        |
| 2015      | Mauro Richeze            | Cristian Clavero      | Marcos Crespo        |
| 2016      | Fernando Antogna         | Federico Vivas        | Diego Langoni        |
| 2017      | Sergio Fredes            | Pablo Brun            | Diego Langoni        |
| 2018      | Federico Vivas           | Nahuel D'Aquila       | Aníbal Borrajo       |
| 2019-2020 | non disputé              | non disputé           | non disputé          |
| 2021      | Javier Canova            | Juan Boldú            | Sergio Fredes        |
| 2022      | Federico Vivas           | Gastón Corsaro        | Tomás Cuevas         |
| 2023      | Isaías Abú               | Nahuel D'Aquila       | Cristian Clavero     |
| 2024      | Agustín Fraysse          | Tomás Cuevas          | Fernando Antogna     |